# Сандубая
Сандуба́я (індонез. Sandubaya) — один з 6 районів міста Матарам провінції Західна Південно-Східна Нуса у складі Індонезії.
Населення — 62534 особи (2012; 61093 в 2010).

## Адміністративний поділ
До складу району входять 7 селищ:
| Населений пункт  | Населення, осіб (2010) |
| ---------------- | ---------------------- |
| Абьян-Тубух-Бару | 6382                   |
| Бабакан          | 8789                   |
| Бертаїс          | 9498                   |
| Дасан-Чермен     | 4385                   |
| Мандаліка        | 11294                  |
| Селагалас        | 10521                  |
| Туріда           | 10224                  |